# عدوى المحببات البشرية بالإيرليخية
عدوى المحببات البشرية بالإيرليخية هو مرض ينتقل عن طريق القراد، وهو مرض معدي، وهي عبارة عن بكتيريا داخل الخلايا تُنقل عادة إلى البشر عن طريق القراد من معقد الأنواع Ixodes ricinus، بما في ذلك Ixodes scapularis و Ixodes pacificus في أمريكا الشمالية. هذه القراد تنقل أيضا مرض لايم والأمراض الأخرى المنقولة بالقراد.
تصيب البكتيريا خلايا الدم البيضاء المسماة العدلات، مما يسبب تغيرات في التعبير الجيني الذي يطيل عمر هذه الخلايا قصيرة العمر.

## العلامات والأعراض
قد تشمل العلامات والأعراض:
- حمى
- صداع شديد
- آلام في العضلات (ألم عضلي)
- قشعريرة وهز، مماثلة لأعراض الأنفلونزا
- غثيان
- قيء
- فقدان الشهية
- فقدان الوزن غير المتعمد
- وجع بطن
- سعال
- إسهال
- الم بالمفاصل
- حساسية للضوء
- ضعف
- إعياء

- التغير في الحالة العقلية (الارتباك الشديد، فقدان الذاكرة، عدم القدرة على فهم التفاعل البيئي، القراءة، إلخ)

- خسارة مؤقتة من المهارات الحركية الأساسية.

قد تكون الأعراض بسيطة، كما تدل على ذلك دراسات المراقبة في المناطق شديدة الخطورة. تحدث أعراض الجهاز الهضمي في أقل من نصف المرضى وتحدث إلى الطفح الجلدي في أقل من 10 ٪ من المرضى. ويتميز أيضًا بوجود عدد قليل من الصفائح الدموية، وعدد منخفض من خلايا الدم البيضاء، وارتفاع مستويات الترانسامينيز في الدم في غالبية المرضى المصابين. على الرغم من أن الأشخاص من جميع الأعمار يمكن أن يصابوا بالمرض، إلا أنه عادة ما يكون أكثر شدة في الشيخوخة أو في حالات نقص المناعة. بعض المضاعفات الشديدة قد تشمل فشل الجهاز التنفسي، والفشل الكلوي، والالتهابات الثانوية.

## السبب
تنتقل الجراثيم للبشر بواسطة القراد Ixodes. توجد هذه القراد في الولايات المتحدة وأوروبا وآسيا. في الولايات المتحدة، I. scapularis هو ناقل القراد في ولايات الشرق والغرب الأوسط، و I. pacificus في شمال غرب المحيط الهادئ. في أوروبا، يعتبر الريسينوس الأول هو ناقل القراد الرئيسي، و I. persulcatus هو ناقل القراد المعروف حاليًا في آسيا.
المخزون الأساسي للجراثيم في الثدييات في شرق الولايات المتحدة هو الفأر ذو القدم البيضاء ( Peromyscus leucopus). على الرغم من أن الغزلان ذات الذيل الأبيض وغيرها من الثدييات الصغيرة تؤوي الجرثومة، إلا أن الأدلة تشير إلى أنها ليست مستودعاً للسلالات التي تسبب عدوي المحببات البشرية. يصاب القراد الذي يأخذ دم من مصاب نفسه. إذا كانت هناك قرادة مصابة ثم تمسكت ببشري، ينتقل المرض إلى المضيف البشري ويمكن أن تظهر الأعراض.
تتسبب القراد مع نقل الأنابلازما في غيرها من مسببات الأمراض البشرية، وحوالي 10 ٪ من المرضى الذين يعانون من عدوي المحببات البشرية الإلرليخية تظهر فيهم أدلة مصلية للإصابة بالعدوي المتزامنة مع مرض لايم، babesiosis، أو التهاب السحايا والدماغ المنقولة بالقراد.
في حين أنه من النادر، فمن الممكن أن ينتقل عدوي المحببات البشرية بالإلرليخية من إنسان إلى إنسان عن طريق نقل الدم.

### البروتينات السطحية الرئيسية
لا تتفاعل البروتينات السطحية الرئيسية فقط مع الفقاريات، ولكن أيضًا مع اللافقاريات، التي تجعل هذه الأنماط الظاهرية تتطور بشكل أسرع من غيرها، لأن لديها الكثير من القوى الانتقائية التي تعمل عليها.

## التشخيص
من الناحية السريرية، لا يمكن تمييز الأنابلازما بشكل أساسي عن الإلرليخ البشري الوحيد الخلايا، العدوى التي تسببها Ehrlichia chaffeensis، وغيرها من الأمراض المنقولة بالقراد مثل مرض لايم قد يكون مشتبهاً به. بما أن التحاليل المصلية في الإلرليخ يمكن أن تكون سلبية في الفترة الحادة من المرض، فإن البي سي أر مفيد جدا في التشخيص.

## الوقاية
حاليا، لا يوجد لقاح ضد الأنابلازموزس في الإنسان المحببه، لذلك المضادات الحيوية هي الطريقة الوحيدة للعلاج. أفضل طريقة لمنع الأنابلازماموس هي منع الحصول على لدغ القراد.

## العلاج
الدوكسيسيكلين هو العلاج المفضل. إذا كان هناك تشكُكٌ في وجود الأنابلازما، فلا ينبغي تأخير العلاج أثناء انتظار تأكيدٍ نهائيٍ للمختبر، حيث تبيّن أن العلاج الدوكسيسيكلين الفوري يحسِّن النتائج. قد يؤدي حدوث المرض خلال الحمل المبكر إلى تعقيد العلاج. يقوض الدوكسيسكلين الأسنان أثناء نمو الجنين. على الرغم من أن ريفامبين موصى به لمرضى ما بعد الولادة وبعض مرضى الحساسية للدوكسيسيكلين، إلا أنه يعتبر مسبب للتشوهات الجنينية. يُمنع اعطاء الريفامبين أثناء الحمل.

## التاريخ
كان اندلاع أول حالة في الولايات المتحدة في مريض في أوائل عام 1990 في ولاية ويسكونسن. تم الاحتفاظ به في المستشفى في مينيسوتا لاختباره، لكنه توفي دون تشخيص. على مدى العامين المقبلين، عانى العديد من الأشخاص في نفس المنطقة من ويسكونسن ومينيسوتا من نفس الأعراض. تم اكتشافه في عام 1994 أنه كان Eullichiosis الإنسان المحببة (HGE)، في وقت لاحق أن يعرف باسم عدوي المحببات البشرية الإلرليخية.

## احصائيات المرض
من أول حالة تم الإبلاغ عنها في عام 1994 حتى عام 2010، ازدادت معدلات حدوث المرض بشكل كبير. من المحتمل أن يكون هذا بسبب وجود القراد التي تحمل المرض ونقل مرض لايم، والذي يوجد في الأجزاء الشمالية الشرقية والوسطى من الولايات المتحدة، والذي يبدو أنه ازداد في العقدين الأخرين. قبل عام 2000، كان هناك أقل من 300 حالة في السنة. في عام 2000، كان هناك 350 حالة تم الإبلاغ عنها فقط. من 2009-2010، شهدت العدوي زيادة بنسبة 52 ٪ في عدد الحالات المبلغ عنها.